# Коронний сепаратор

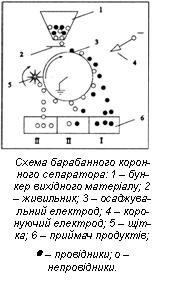

Коронний сепаратор (рос. коронный сепаратор, англ. corona separator, нім. Koronascheider m, Sprühfeldscheider m, Sprühentladungs-Trommelscheider m) — сепаратор електричний, в якому вихідний матеріал розділяється на компоненти за їх електропровідністю в полі коронного розряду. Забезпечує збагачення частинок крупністю до 5-8 мм, що розрізняються електропровідністю.
Поле коронного розряду характеризується наявністю рухливих носіїв заряду — йонів в робочому (міжелектродному) просторі сепаратора. Основними елементами сепаратора (див. рисунок) є електрод осадження — площина або барабан з відносно великим радіусом кривизни і коронуючий електрод з малим радіусом кривизни (тонкий провід, лезо, голки), що знаходяться під високим потенціалом. У результаті між електродами виникає неоднорідне електричне поле з максимальною напруженістю поблизу тонкого електрода. Біля тонкого електрода, звичайно негативного знака, виникає коронний розряд, що супроводжується йонізацією повітря і появою струму між електродами.
Вихідний матеріал тонким шаром подається на електрод осадження, що обертається і знаходиться під позитивним потенціалом. У міжелектродному просторі всі частинки заряджаються від'ємними йонами повітря. Частинки-провідники, вийшовши із зони коронного розряду, перезаряджаються, приймають знак заряду електрода осадження і відштовхуються від нього. Частинки-непровідники, маючи негативний заряд, утримуються на барабані і знімаються щіткою. Проміжний продукт розвантажується у приймач для промпродукту.